# Makololo
I Makololo sono un popolo dell'Africa meridionale, strettamente legato ai Basotho, dai quali si separarono all'inizio dell'Ottocento.

## Storia
Originariamente stanziati nel territorio dell'attuale Sudafrica, furono cacciati dall'espansione degli Zulu, avvenuta sotto il re Shaka, e a metà dell'Ottocento migrarono a nord, attraverso il Botswana, nel Barotseland.
Dopo aver comandato sui Lozi per circa trent'anni, furono rovesciati da una rivoluzione e migrarono a est, verso il Malawi.
Sembra che il loro nome derivi da Kololo, moglie del loro primo capo, Sebitwane.

## Makololo nella letteratura
Nel suo romanzo del 1872, Avventure di tre russi e tre inglesi nell'Africa australe, Jules Verne afferma che i Makololo appartengono al gruppo etnico beciuano e che il loro primo capo, il succitato Sebitwane, fu amico degli Europei, tanto da ricevere cordialmente David Livingstone; secondo Verne, però, suo figlio Sekeletu, che gli succedette al trono nel 1853, dopo aver continuato per un po' la sua politica, cambiò idea in seguito alla partenza del celebre esploratore, cominciando ad odiare tanto gli Europei quanto gli indigeni vicini; da quel periodo in poi i Makololo si meritarono la fama di "predatori, temuti da qualunque viaggiatore che si avventuri al centro dell'Africa australe".
Negli anni 1850, riferisce Verne, "i Makololo battevano la campagna principalmente nella regione compresa tra il lago Ngami e il corso dell'alto Zambesi" e la loro borgata principale era chiamata Maketo. Inoltre, "Makololo e Boscimani sono due tribù nemiche, senza pietà l'una per l'altra.